# Knutange
Knutange – miejscowość i gmina we Francji, w regionie Grand Est, w departamencie Mozela.
Według danych na rok 1990 gminę zamieszkiwały 3772 osoby, a gęstość zaludnienia wynosiła 1552 osób/km² (wśród 2335 gmin Lotaryngii Knutange plasuje się na 116. miejscu pod względem liczby ludności, natomiast pod względem powierzchni na miejscu 1210.).